# Adoração dos Reis Magos (Artemisia Gentileschi)
Adoração dos Reis Magos é uma pintura de 1635-1637 de Artemisia Gentileschi. Juntamente com São Genaro no Anfiteatro de Pozzuoli e Santos Próculo e Niceia, foi encomendado por Martín de León Cárdenas, Bispo de Pozzuoli para a Catedral de Pozzuoli. Adoração esteve em Nápoles por cerca de cinquenta anos para conservação antes de retornar à sua posição original na Catedral em maio de 2014.

## Temática
A Adoração dos Reis Magos (do título da seção em latim da Vulgata, A Magis adoratur) é o nome tradicionalmente dado ao tema cristão parte da Natividade, no qual os três reis magos, representados como reis vindos do oriente, tendo encontrado Jesus ao seguir a estrela de Belém, colocam aos pés do Menino Jesus presentes de ouro, incenso e mirra. Eles também o adoram como "rei dos judeus". Este evento foi relatado no Evangelho de Mateus.